# Varpusaari (ö i Mellersta Finland)
Varpusaari är en ö i Finland. Den ligger i sjön Päijänne och i kommunen Kuhmois i landskapet Mellersta Finland, i den södra delen av landet, 160 km norr om huvudstaden Helsingfors. Öns area är 2,7 hektar och dess största längd är 300 meter i öst-västlig riktning.